# Kaito Toba
Kaito Toba (鳥羽 海渡, Toba Kaito) né le 7 avril 2000 est un pilote de moto japonais.

## Statistiques

### Par saison
(Mise à jour après le  Grand Prix moto de la Communauté valencienne 2023)
| Sais  | Cat.  | Moto  | Course | Vict | Pod | Pole | M.tour | Pts | Class | Titre |
| ----- | ----- | ----- | ------ | ---- | --- | ---- | ------ | --- | ----- | ----- |
| 2017  | Moto3 | Honda | 18     | 0    | 0   | 0    | 0      | 7   | 30e   | -     |
| 2018  | Moto3 | Honda | 18     | 0    | 0   | 0    | 0      | 37  | 22e   | -     |
| 2019  | Moto3 | Honda | 18     | 1    | 1   | 0    | 1      | 63  | 19e   | -     |
| 2020  | Moto3 | KTM   | 15     | 0    | 1   | 0    | 0      | 41  | 18e   | -     |
| 2021  | Moto3 | KTM   | 18     | 0    | 1   | 0    | 0      | 64  | 17e   | -     |
| 2022  | Moto3 | KTM   | 20     | 0    | 1   | 0    | 0      | 63  | 19e   | -     |
| 2023  | Moto3 | Honda | 20     | 0    | 1   | 0    | 0      | 105 | 11e   | -     |
| Total |       |       | 127    | 1    | 5   | 0    | 1      | 380 |       | 0     |

### Statistiques par catégorie
(Mise à jour après le Grand Prix moto de la Communauté valencienne 2023)
| Classer | Saisons | 1er GP   | 1er Podium | 1ère Victoire | Course | Victoires | Podiums | Pôle | M.tours | Points | Titres |
| ------- | ------- | -------- | ---------- | ------------- | ------ | --------- | ------- | ---- | ------- | ------ | ------ |
| Moto3   | 2017-   | QAT 2017 | QAT 2019   | QAT 2019      | 127    | 1         | 5       | 0    | 1       | 380    | 0      |
| Total   | 2017-   |          |            |               | 127    | 1         | 5       | 0    | 1       | 380    | 0      |

### Courses par année
(les courses en gras indiquent la pole position, les courses en italique indiquent le tour le plus rapide)
| Saison | Cat.  | Moto  | 1      | 2      | 3       | 4       | 5       | 6       | 7       | 8       | 9       | 10      | 11     | 12      | 13      | 14      | 15     | 16     | 17      | 18      | 19      | 20     | Classement | Points |
| ------ | ----- | ----- | ------ | ------ | ------- | ------- | ------- | ------- | ------- | ------- | ------- | ------- | ------ | ------- | ------- | ------- | ------ | ------ | ------- | ------- | ------- | ------ | ---------- | ------ |
| 2017   | Moto3 | Honda | QAT 19 | ARG 10 | AME Ab. | SPA 17  | FRA Ab. | ITA 25  | CAT 23  | NED 19  | GER 21  | CZE 29  | AUT 15 | GBR Ab. | RSM Ab. | ARA 28  | JPN 21 | AUS 20 | MAL 20  | VAL 24  |         |        | 30e        | 7      |
| 2018   | Moto3 | Honda | QAT 7  | ARG 19 | AME Ab. | SPA 9   | FRA 17  | ITA 20  | CAT 6   | NED 16  | GER 18  | CZE Ab. | AUT 16 | GBR C   | RSM 13  | ARA 26  | THA 12 | JPN 17 | AUS 19  | MAL 12  | VAL Ab. |        | 22e        | 37     |
| 2019   | Moto3 | Honda | QAT 1  | ARG 10 | AME Ab. | SPA 6   | FRA 6   | ITA Ab. | CAT Ab. | NED Ab. | GER Ab. | CZE Ab. | AUT 18 | GBR 20  | RSM Ab. | ARA DNS | THA 7  | JPN 17 | AUS Ab. | MAL Ab. | VAL 13  |        | 19e        | 63     |
| 2020   | Moto3 | KTM   | QAT 14 | SPA 19 | ANC 11  | CZE 11  | AUT 20  | STY NC  | RSM 17  | EMR 9   | CAT 18  | FRA Ab. | ARA 11 | TER 3   | EUR Ab. | VAL Ab. | POR 15 |        |         |         |         |        | 18e        | 41     |
| 2021   | Moto3 | KTM   | QAT 9  | DOA 5  | POR NC  | SPA 16  | FRA 21  | ITA 12  | CAT 9   | GER 2   | NED 13  | STY 12  | AUT 10 | GBR Ab. | ARA 16  | RSM 14  | AME 23 | EMI 17 | ALR NC  | VAL 17  |         |        | 17e        | 64     |
| 2022   | Moto3 | KTM   | QAT 3  | IND 12 | ARG 9   | AME Ab. | POR 17  | ESP 7   | FRA 15  | ITA 16  | CAT 15  | GER 20  | NED 10 | GBR 4   | AUT 10  | RSM 19  | ARA 23 | JPN 21 | THA Ab. | AUS 17  | MAL 17  | VAL 24 | 19e        | 63     |
| 2023   | Moto3 | Honda | POR 11 | ARG 7  | AME 11  | SPA Ab. | FRA 12  | ITA 10  | GER 14  | NED 11  | GBR 14  | AUT 14  | CAT 7  | RSM 6   | IND 2   | JPN 8   | INA 12 | AUS 17 | THA 10  | MAL Ab. | QAT 8   | VAL 20 | 11e        | 105    |

* Saison en cours.
| Couleur | Résultat                     |
| ------- | ---------------------------- |
| Or      | Vainqueur                    |
| Argent  | 2e place                     |
| Bronze  | 3e place                     |
| Vert    | Terminé, dans les points     |
| Bleu    | Terminé, pas dans les points |
| Violet  | Abandon (Ab.) ou (Ret)       |
| Violet  | Non classé (NC)              |
| Rouge   | Pas qualifié (DNQ)           |
| Noir    | Disqualifié (DSQ)            |
| Blanc   | Pas au départ (DNS)          |
| Blanc   | Forfait (WD)                 |
| Blanc   | N'a pas participé (DNP)      |
| Blanc   | Blessé (INJ)                 |
| Blanc   | Exclu (EX)                   |
| Blanc   | Course annulée (C)           |

## Palmarès

### Victoire en Moto3: 1
| Année | Lieu du Grand Prix       | Circuit                         | Ville |
| ----- | ------------------------ | ------------------------------- | ----- |
| 2019  | Grand Prix moto du Qatar | Circuit international de Losail | Doha  |